# Sljudjanka
Sljudjanka (russisk: Слюдянка, tr. Sljudjanka) er en by i Irkutsk oblast, Sibiriske føderale distrikt i Den Russiske Føderation omkring 110 kilometer sydvest for oblastens administrative center, Irkutsk. Byen har 18.058(2021) indbyggere og blev grundlagt i 1899 .

## Etymologi
Byen er opkaldt efter det russiske ord for mineralet glimmer (russisk: sljudy), der findes i store mængder i området.

## Geografi
Sljudjanka ligger ved Bajkalsøens sydlige kyst, nord for bjergene i Khamar-Daban, og har en station på den Den transsibiriske jernbane, 5306 kilometer fra Moskva.

## Historie
Sljudjanka blev første gang omtalt i 1600-tallet efter der var en begyndende glimmer-minedrift. Byen betragtes som grundlagt i 1899  og i 1905 førtes den transsibiriske jernbane gennem byen. I 1936 fik bebyggelsen officielt status som byområde.

### Indbyggerudvikling
| År   | Indbyggertal |
| ---- | ------------ |
| 1959 | 21.400       |
| 1979 | 19.800       |
| 1989 | 19.872       |
| 2002 | 19.118       |
| 2009 | 18.954       |

Note: Data fra folketællinger